# Ascar
Ascar (en llatí Ascarus, en grec antic Ἄσκαρος) fou un escultor tebà que va fer una estàtua de bronze de Zeus que els tessalis van dedicar a la ciutat d'Olímpia.
Segurament era deixeble d'Agelades de Sició o de Cànac de Sició el vell.